# 魔鬼的法則
《魔鬼的法則》是挪威作家尤·奈斯博所著的犯罪小說，是哈利·霍勒系列的第五本小說，於2003年出版。

## 故事簡介
一名年輕女子在奧斯陸的公寓中被謀殺。她的左手一根手指被切斷，眼瞼後面分泌著一顆五角星形狀的小鑽石－五芒星，魔鬼之星。
哈里·霍爾警探被指派與他的長期對手湯姆·瓦爾勒一起調查此案，但他最初並不想參與其中。但霍爾已經接到通知要退出警隊，他別無選擇，只能擺脫酗酒的昏迷狀態，開始工作。
一波類似的謀殺案即將發生。一種新的模式表明奧斯陸手上有一個連環殺手，而五角惡魔之星似乎是解開謎題的關鍵...